# Linux Loader
Linux Loader, kurz LILO, ist ein freier Bootloader für den Linux-Kernel, der durch seine Flexibilität auch andere Kernel starten kann.

## Geschichte
Die Entwicklung von LILO begann im Jahre 1992, der damalige Hauptentwickler war Werner Almesberger; 1999 übergab er das Projekt an John Coffman. In diesem Zeitraum hatte sich LILO bereits zum Standard-Bootloader in vielen Linux-Distributionen entwickelt, litt jedoch zusehends unter einigen Einschränkungen. So ist LILO nicht in der Lage, Dateisysteme zu lesen, sondern muss wissen, auf welchen Datenblöcken der zu startende Kernel liegt. Dies hat zur Folge, dass bei einem Austausch des Kernels zunächst ein spezielles Programm die entsprechenden Blöcke wieder aufwändig ermitteln muss. Dies birgt zwar zugleich den Vorteil, dass LILO dadurch unabhängig von Dateisystemen arbeiten kann, diese Fähigkeit ist aber oftmals trivial. Um 2002 herum verlor LILO seine Stellung als Standard-Bootloader immer mehr an die Neuentwicklung GRUB, welche Dateisysteme lesen und mit Verschlüsselung, Kompression sowie RAID-Systemen umgehen kann.
Die Entwicklung geriet ins Stocken, wurde 2010 jedoch von Joachim Wiedorn wieder aufgenommen und wurde planmäßig bis zum Dezember 2015 von ihm betreut.

## Konfiguration
Die Konfiguration erfolgt über eine Konfigurationsdatei, welche üblicherweise unter /etc/lilo.conf zu finden ist.
Das folgende Beispiel zeigt eine LILO-Konfigurationsdatei, die Linux und FreeBSD zur Auswahl anbietet.
```
large-memory
lba32

boot
=
/dev/hda

install
=
menu

map
=
/boot/map
prompt

default
=
Linux

image
=
/boot/vmlinuz-2.6.26

label
=
"Linux"

root
=
/dev/hda1

append
=
""

read-only
optional

other
=
/dev/hda3

label
=
"FreeBSD"

```